# Gymnosporia gariepensis
Gymnosporia gariepensis är en benvedsväxtart som beskrevs av Jordaan. Gymnosporia gariepensis ingår i släktet Gymnosporia och familjen Celastraceae. Inga underarter finns listade.